# Eilean Dubh, Lynn of Lorn
Eilean Dubh är en ö i Storbritannien. Den ligger i kommunen Argyll and Bute och riksdelen Skottland, i den nordvästra delen av landet, 600 km nordväst om huvudstaden London.